# 6-я флотилия миноносцев кригсмарине
6-я флотилия миноносцев кригсмарине (нем. 6. Torpedoboots-Flottille) — соединение военно-морского флота нацистской Германии, одна из 9 флотилий миноносцев ВМФ Германии периода Второй мировой войны.
Флотилия создана в июне 1938 года, в феврале 1941 года расформирована. В ноябре 1943 года создана вторично. С 1939 года действовала в Северном море, в 1940 году приняла участие в операции «Везерюбунг». Флотилия нового формирования действовала в водах Финляндии. Окончательно расформирована в августе 1944 года.

## Состав
В состав 6-й флотилии в разное время входили миноносцы «Ильтис», «Ягуар», «Леопард», «Лухс», «Вольф», «Морской орёл» (до 1940); с ноября 1942 – T-28, T-29 (первые два миноносца позже переданы в 4-ю флотилию), T-30, T-31, T-32, T-33, из 4-й флотилии в состав 6-й флотилии были переданы T-22 и T-23.

## Командиры
| Время                   | Командующий флотилией                |
| ----------------------- | ------------------------------------ |
| июнь 1938—апрель 1939   | корветтен-капитан Ганс Хенигст       |
| апрель 1939—март 1940   | корветтен-капитан Георг Ваю (Вауэ)   |
| март 1940—февраль 1941  | корветтен-капитан Ганс Маркс         |
| ноябрь 1943—август 1944 | корветтен-капитан Рудольф Копенхаген |